# Kotila (Bajura)
Pour les articles homonymes, voir Kotila.
Kotila (en népalais : कोटिला) est un comité de développement villageois du Népal situé dans le district de Bajura. Au recensement de 2011, il comptait 3 224 habitants.